# Перебоево
Перебоево — деревня в Невельском районе Псковской области России. Входит в состав Плисской волости.

## География
Расположена на автодороге М20 (участок Невель — Пустошка), в 8 км к северо-западу от райцентра, города Невель.

## Население
| 2001 | 2002 | 2010 |
| ---- | ---- | ---- |
| 196  | ↘168 | ↘145 |

Численность населения деревни по оценке на начало 2001 года составляла 196 человек.